# خروس‌کلی مالابار
خروس‌کُلی مالابار یا خروس‌کُلی غبغب‌زرد (نام علمی: Vanellus malabaricus) نام یک گونه از سرده خروس‌کلی‌ها است.